# Allsvenskan i handboll för damer 1976/1977
Allsvenskan i handboll för damer 1976/1977 vanns av Stockholmspolisens IF, som efter slutspel även vann svenska mästerskapet.

## Sluttabell

### Grundserien
| Nr | Lag                    | Matcher | Vinst | Oavgjort | Förlust | Målskillnad    | Poäng |
| -- | ---------------------- | ------- | ----- | -------- | ------- | -------------- | ----- |
| 1  | Stockholmspolisens IF  | 18      | 15    | 1        | 2       | 399-269 (270?) | 31    |
| 2  | Kvinnliga IK Sport     | 18      | 15    | 1        | 2       | 343-327 (227?) | 31    |
| 3  | Irsta HF               | 18      | 9     | 3        | 6       | 308-246        | 21    |
| 4  | IF Skade               | 18      | 8     | 2        | 8       | 238-47         | 18    |
| 5  | Borlänge HK            | 18      | 7     | 2        | 9       | 263 (261?)-271 | 16    |
| 6  | Mölndals HF            | 18      | 7     | 1        | 10      | 203-243        | 15    |
| 7  | IK Bolton              | 18      | 6     | 2        | 10      | 236-270 (268?) | 14    |
| 8  | HK Linne               | 18      | 5     | 3        | 10      | 258-315        | 13    |
| 9  | Göteborgs Kvinnliga IK | 18      | 5     | 1        | 12      | 236-298        | 11    |
| 10 | Hangelösa HF           | 18      | 5     | 0        | 13      | 246-304        | 10    |

## SM-slutspel

### Semifinaler
- ? 1977: Stockholmspolisens IF-Kvinnliga IK Sport 14-13, 18-15
- ? 1977: Irsta HF-IF Skade 11-7, 9-13, 10-9 (omspel)

### Finaler
- ? 1977: Stockholmspolisens IF-Irsta HF 14-12, 18-13

Stockholmspolisens IF svenska mästarinnor.

### Fotnoter
1. 1 2 3 4  Enligt Horisont 1977
2. 1 2 3 4  Enligt Bollsportens först och störst